# County Center/Little Italy (Tranvía de San Diego)
County Center/Little Italy es una estación del Trolley de San Diego localizada en Little Italy en el centro de San Diego, California funciona con la línea Azul y el Servicio de Eventos Especiales. La estación de la que procede a esta estación es Middletown y la estación siguiente es Santa Fe Depot.

## Zona
La estación se encuentra localizada entre la Calle Cedar y la Calle Beech cerca del Hampton Inn San Diego Downtown y del San Diego County Vereran Service.

## Conexiones
La estación no cuenta con conexiones directas, sin embargo se encuentran varias rutas muy cerca a la estación como la 810, 820, 850 6 860.